# Engelsbrand
Engelsbrand è un comune tedesco di 4 353 abitanti, situato nel land del Baden-Württemberg.